# Bożenna Bukiewicz
Bożenna Bukiewicz (Żary; 14 de Fevereiro de 1952 —) é um político da Polónia. Ela foi eleito para a Sejm em 25 de Setembro de 2005 com 11237 votos em 8 no distrito de Zielona Góra, candidato pelas listas do partido Platforma Obywatelska.